# 突撃隊幕僚長
突撃隊幕僚長（とつげきたいばくりょうちょう、SA-Stabschef）は、国家社会主義ドイツ労働者党（NSDAP, ナチ党）の準軍事組織である突撃隊で用いられていた階級および役職である。ドイツ国防軍の階級では、上級大将に相当する。

## 概要
1929年、突撃隊の急速な拡大を受け、突撃隊最高指導者を補佐する職として、突撃隊幕僚長が設置された。当時の突撃隊幕僚長は階級ではなく単なる役職であった。オットー・ヴァーゲナーはフランツ・プフェファー・フォン・ザロモン突撃隊最高指導者の元、初代突撃隊幕僚長に就任する。
1930年8月12日、ザロモンは突撃隊最高指導者を辞した。その後はアドルフ・ヒトラー自らが突撃隊最高指導者を兼務し、突撃隊幕僚長に突撃隊の実質的な実務をすべて任せた。
1931年1月、エルンスト・レームが2代目突撃隊幕僚長に就任した。
1933年、アドルフ・ヒトラーが首相に就任した後、レームは突撃隊幕僚長に突撃隊階級の最高位たる地位を定めた。1933年12月1日にヒトラーは、レームを無任所相に任じた。
1934年、レームは「長いナイフの夜」事件によって殺害され、ヴィクトール・ルッツェが3代目突撃隊幕僚長に就任。
1943年、ルッツェは事故死し、ヴィルヘルム・シェップマンが4代目突撃隊幕僚長に就任。
1945年の敗戦でナチス・ドイツが崩壊すると突撃隊も解散され、突撃隊幕僚長の階級および役職は廃止された。

## 階級章
役職としての突撃隊幕僚長に階級章はなかった。1933年、レームにより階級としての地位と共に階級章が制定された。1934年には親衛隊全国指導者の襟章と類似したデザインに変更された。

1933年に制定された階級章
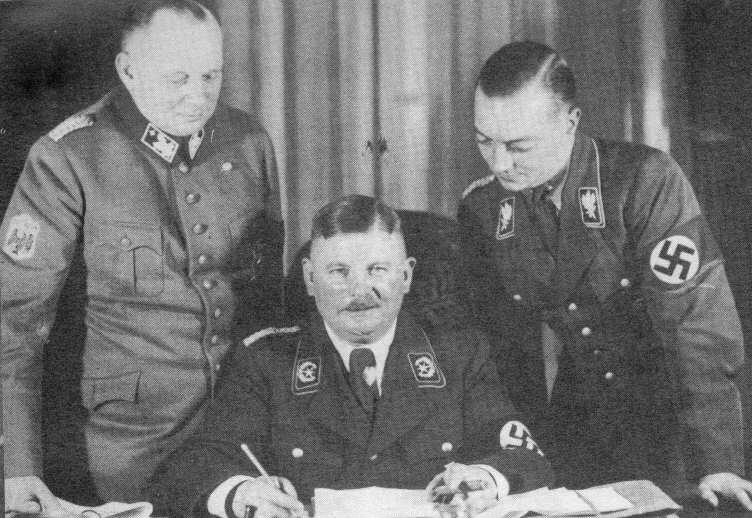
エルンスト・レーム突撃隊幕僚長（中央）。1933年に制定された階級章を使用している。
1934年に制定された階級章
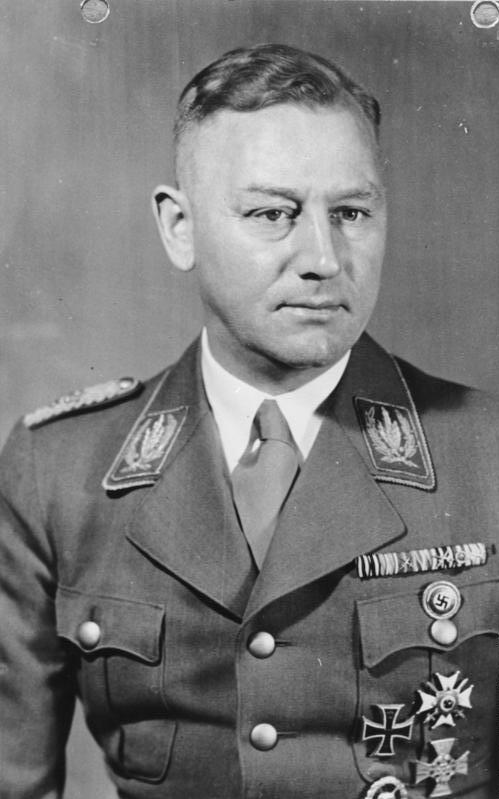
ヴィクトール・ルッツェ突撃隊幕僚長。1934年に制定された階級章を使用している。

## 歴代突撃隊幕僚長
歴代突撃隊幕僚長は以下の4名である。
- オットー・ヴァーゲナー（英語版）（1929年 - 1930年）
- エルンスト・レーム（1931年 - 1934年）
- ヴィクトール・ルッツェ（1934年 - 1943年）
- ヴィルヘルム・シェップマン（1943年 - 1945年）